# Liste des maires de Nemours
La liste des maires de Nemours présente la liste des maires de la commune française de Nemours, située dans le département de la Seine-et-Marne en région Île-de-France.

## L'hôtel de ville

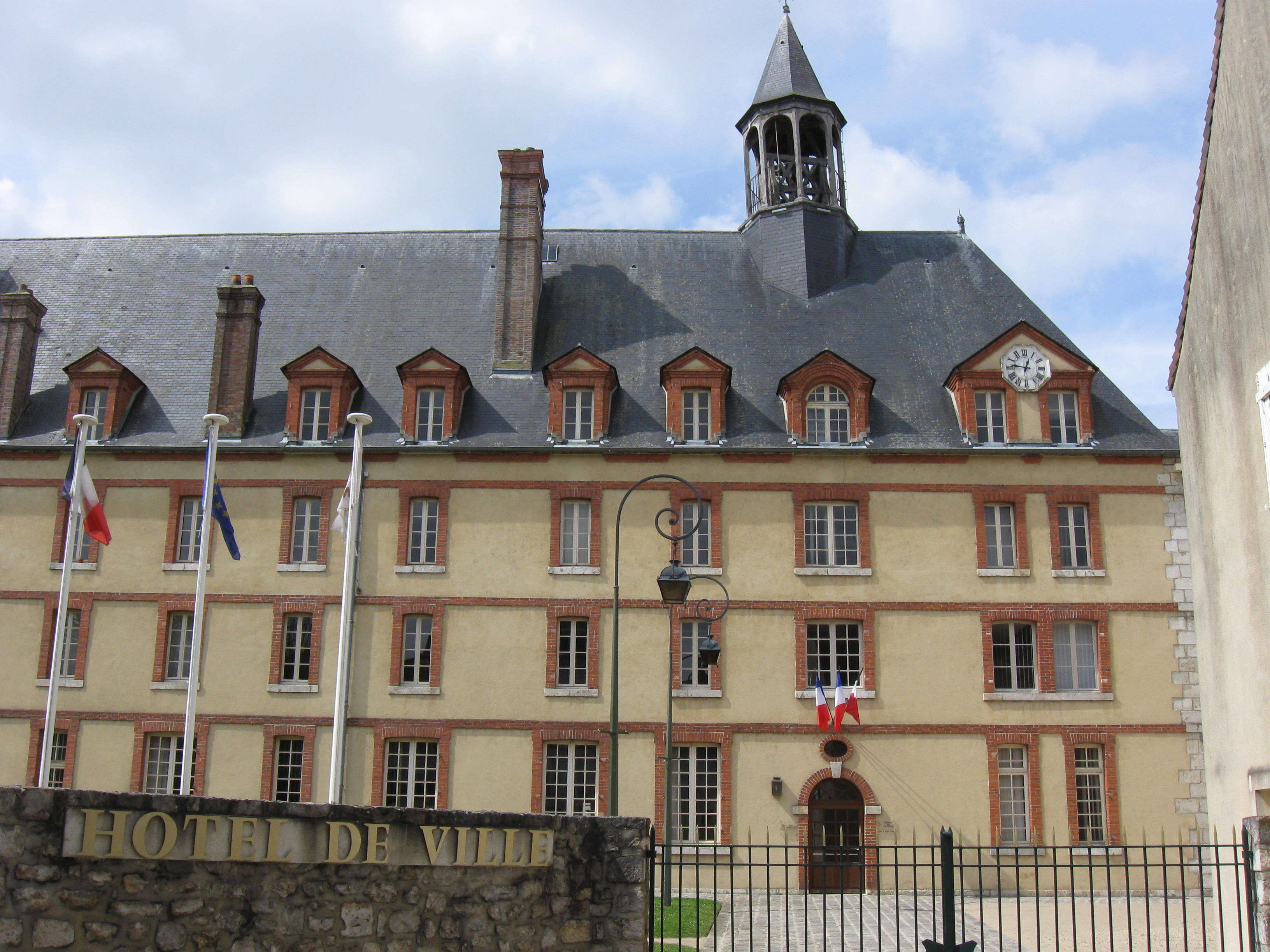
L'hôtel de ville.

## Liste des maires

### Sous l'Ancien Régime
| Période                                  | Période         | Identité               | Étiquette | Qualité |
| ---------------------------------------- | --------------- | ---------------------- | --------- | ------- |
| Les données manquantes sont à compléter. |                 |                        |           |         |
| 1768                                     | 24 janvier 1790 | Étienne-Jacques Dupais |           |         |

### Entre 1790 et 1935
| Période           | Période           | Identité                                 | Étiquette           | Qualité |
| ----------------- | ----------------- | ---------------------------------------- | ------------------- | --- |
| 24 janvier 1790   | 16 novembre 1790  | Jacques François Le Petit                |                     | Chevalier, conseiller du roi Lieutenant général civil, criminel et de police au bailliage de Nemours                                                                            |
| 16 novembre 1790  | 24 novembre 1791  | Pierre Jean-Baptiste Berthier            |                     | Avocat et juge de paix, conservateur des hypothèques |
| 24 novembre 1791  | 10 décembre 1792  | Joseph Étienne Bordier (1745-1813)       |                     | Receveur-contrôleur des canaux d'Orléans et du Loing Député à l'Assemblée constituante de 1789                                                                                  |
| 10 décembre 1792  | 18 décembre 1794  | Pierre Jean-Baptiste Berthier            |                     | Avocat et juge de paix, conservateur des hypothèques |
| 18 décembre 1794  | 30 mai 1800       | Joseph Étienne Bordier (1745-1813)       |                     | Receveur-contrôleur des canaux d'Orléans et du Loing Député à l'Assemblée constituante de 1789                                                                                  |
| 30 mai 1800       | 4 mai 1808        | Jean Edmé Girault                        |                     | Entrepreneur de bâtiments |
| 4 mai 1808        | 7 novembre 1811   | Anne Antipas Jacques Hedelin (1760-1837) |                     | Propriétaire, sieur du Tertre |
| 7 novembre 1811   | 14 mai 1815       | Edmé André Doré                          |                     | Propriétaire-homme d'affaires |
| 14 mai 1815       | 11 août 1815      | Jean Edmé Girault                        |                     | Entrepreneur de bâtiments |
| 11 août 1815      | 30 janvier 1816   | Léon Modeste Darcy                       |                     | Propriétaire-homme d'affaires |
| 30 janvier 1816   | 9 août 1816       | Baron Jean Nicolas                       |                     | Officier |
| 9 août 1816       | 10 mars 1821      | Claude-Antoine Goupil                    |                     | Médecin |
| 10 mars 1821      | 5 août 1830       | Charles Louis Antheaulme                 |                     | Propriétaire-homme d'affaires |
| 5 août 1830       | 19 novembre 1831  | Léon Modeste Darcy                       |                     | Propriétaire-homme d'affaires |
| 19 novembre 1831  | 10 septembre 1837 | Claude Ferdinand Tugault                 |                     | Notaire Conseiller d'arrondissement (1833 → 1842) |
| 10 septembre 1837 | 5 février 1843    | Léon Modeste Darcy                       |                     | Propriétaire-homme d'affaires Conseiller d'arrondissement (1842 → 1848) |
| 5 février 1843    | 28 août 1848      | Louis-Antoine Gillet                     |                     | Négociant, tanneur Conseiller général de Nemours (1836 → 1848) |
| 28 août 1848      | 18 septembre 1848 | Jean Pierre César Saunier (1812-1882)    |                     | Notaire, maire provisoire |
| 18 septembre 1848 | 30 juillet 1851   | Magloire Albert Constans                 |                     | Propriétaire |
| 30 juillet 1851   | 24 juillet 1852   | Jean Marie Chouvin (1794-1879)           |                     | Commerçant, ancien premier adjoint Administrateur de l'hospice de Nemours Chevalier de la Légion d'honneur (1868)                                                               |
| 24 juillet 1852   | 5 octobre 1870    | Jean Pierre César Saunier (1812-1882)    |                     | Notaire Conseiller général de Nemours (1848 → 1871) Chevalier de la Légion d'honneur (1852)                                                                                     |
| 5 octobre 1870    | novembre 1870     | Magloire Albert Constans                 |                     | Propriétaire |
| novembre 1870     | mai 1871          | Désiré-Alcindor Roux                     |                     | Notaire |
| mai 1871          | 26 avril 1872     | Magloire Albert Constans                 | Républicain         | Propriétaire Conseiller général de Nemours (1871 → 1877) |
| 26 avril 1872     | 6 décembre 1886   | Désiré-Alcindor Roux (1834-1896)         | Républicain         | Notaire Conseiller général de Nemours (1877 → 1894) |
| 6 décembre 1886   | octobre 1888      | François Pierre Adolphe Duguet           |                     | Entrepreneur |
| 9 décembre 1888   | 15 mai 1892       | Jean-Baptiste Degousse                   |                     | Notaire |
| 15 mai 1892       | 2 octobre 1894    | Désiré-Alcindor Roux (1834-1896)         | Républicain         | Notaire Conseiller général de Nemours (1877 → 1894) |
| 2 octobre 1894    | 10 mars 1903      | Émile Duché (1857-1926)                  | Républicain radical | Propriétaire, notaire Conseiller d'arrondissement (1889 → 1895) |
| 10 mars 1903      | 15 mai 1904       | Henri Demait                             |                     | Commerçant |
| 15 mai 1904       | 17 mai 1908       | Louis Jean Girod                         | Gauche radicale     | Docteur en droit, ancien sous-préfet Député de Seine-et-Marne (1902 → 1906) |
| 17 mai 1908       | 22 août 1935      | Léon Daunay (1872-1935)                  | Rad.ind.            | Négociant Conseiller général de Nemours (1913 → 1935) Conseiller d'arrondissement (1904 → 1913) Chevalier (1919) puis officier de la Légion d'honneur (1930) Décédé en fonction |

### Depuis 1935
| Période         | Période                        | Identité                     | Étiquette          | Qualité |
| --------------- | ------------------------------ | ---------------------------- | ------------------ | --- |
| 22 août 1935    | 4 mars 1949                    | Gaston Darley                | RG                 | Industriel, ingénieur Conseiller général de Nemours (1937 → 1940) |
| 4 mars 1949     | 29 juin 1962                   | Jacques David                | DVD-RS             | Vétérinaire Conseiller général de Nemours (1949 → 1961) |
| 29 juin 1962    | 19 mars 1965                   | Pierre Mahieu                |                    | Chef de centre des lignes à grandes distances P.T.T. |
| 19 mars 1965    | 25 mars 1977                   | Étienne Dailly               | Rad. puis UDF-Rad. | Administrateur de sociétés Sénateur de Seine-et-Marne (1959 → 1995) Conseiller général de Nemours (1961 → 1979) Président du conseil général (1967 → 1979) Maire de Montcourt-Fromonville (1957 → 1965)                                                                                      |
| 25 mars 1977    | 11 mars 1983                   | Jean Grattier                | PS                 | Inspecteur central des Impôts |
| 11 mars 1983    | 16 mars 2001                   | Charles Hochart, (1944-2005) | RPR                | Antiquaire Adjoint au maire (1974 → 1977) Conseiller régional d'Île-de-France (1986 → 1998) Conseiller général de Nemours (1985 → 2005) 1er vice-président du conseil général (1992 → 2004) Président de la SESM puis d'Aménagement 77 (1998 → 2004) Chevalier de l'Ordre national du Mérite |
| 16 mars 2001    | 7 mai 2001,                    | Pascal Maraux                | PS                 | Démissionnaire pour raisons de santé |
| 14 mai 2001     | 21 mars 2008                   | Jean-Pierre Béranger         | PS                 | Cadre retraité Adjoint au maire (1977 → 1983 et 2001) |
| 21 mars 2008    | 17 juillet 2017                | Valérie Lacroute             | UMP → LR           | Consultante transports Députée de Seine-et-Marne (2e circ.) (2012 → 2020) Présidente de la CC Pays de Nemours (2014 → 2017) Démissionnaire à la suite de sa réélection comme députée |
| 17 juillet 2017 | 25 mai 2020                    | Anne-Marie Marchand          | LR                 | Retraitée Présidente du Syndicat intercommunal du Rû du Bignon (2016 → ) |
| 25 mai 2020,    | En cours (au 30 novembre 2023) | Valérie Lacroute             | LR                 | Consultante transports Députée de Seine-et-Marne (2e circ.) (2012 → 2020) Présidente de la CC Pays de Nemours (2014 → 2017 et 2020 → ) Présidente du SMETOM (2020 → ) |